# Веселов, Фёдор Васильевич
Фёдор Васи́льевич Весело́в (23 февраля 1920, Токтарсола, Конганурская волость, Уржумский уезд, Вятская губерния, РСФСР — 26 октября 1997, Волжск, Марий Эл, Россия) — марийский советский хозяйственный деятель, агроном. Директор машинно-тракторной станции, председатель колхоза «За коммунизм» с. Помары Волжского района Марийской АССР (1955—1985). Участник Великой Отечественной войны и советско-японской войны. Член ВКП(б) с 1945 года.

## Биография
Родился 23 февраля 1920 года в дер. Токтарсола ныне Новоторъяльского района Марий Эл в крестьянской семье.
В 1938 году окончил Козьмодемьянский сельскохозяйственный техникум. Работал агрономом в родной деревне.
В апреле 1941 года призван в РККА. Участник Великой Отечественной войны: в 1942 году окончил десантное училище, командир парашютной роты, с 1943 года — офицер штаба стрелковой бригады, с 1944 года — командир стрелковой роты 1189 стрелкового полка 358 стрелковой дивизии, помощник начальника штаба полка, гвардии капитан. В 1945 году принят в ВКП(б). Умело взаимодействовал с соседними подразделениями, лично выходил на передовые позиции с целью оказания помощи. В войне с Японией сыграл значительную роль в формировании полка из новобранцев и молодых офицеров, в наступление шёл в головной группе. Был дважды ранен. Демобилизовался из армии в 1946 году. Награждён орденами Отечественной войны I (дважды) и II степени, Красной Звезды и медалями.
После войны был главным агрономом в Новоторъяльском и Семёновском районах Марийской АССР, Йошкар-Олинской машинно-тракторной станции. В 1952 году окончил Ленинградский институт прикладной зоологии и фитопатологии. В 1955 году переехал в с. Помары Волжского района МарАССР: директор машинно-тракторной станции, председатель колхоза «За коммунизм». Награждён орденом «Знак Почёта», медалями, а также Почётной грамотой Президиума Верховного Совета РСФСР.
Ушёл из жизни 26 октября 1997 года в Волжске, где и похоронен.

## Награды
- Орден Отечественной войны I степени (14.09.1945, 06.04.1985)[3][6]
- Орден Отечественной войны II степени (11.08.1944)[3]
- Орден Красной Звезды (11.02.1945)[3]
- Орден «Знак Почёта» (1966)[2]
- Медаль «За победу над Германией в Великой Отечественной войне 1941—1945 гг.» (09.05.1945)
- Медаль «За победу над Японией»
- Медаль «За доблестный труд. В ознаменование 100-летия со дня рождения Владимира Ильича Ленина»
- Почётная грамота Президиума Верховного Совета РСФСР (1960)[2]